# George Bass
George Bass, född 30 januari 1771 i Sleaford i Lincolnshire, död troligen omkring 1803, var en brittisk upptäcktsresande.
Bass kom 1795 som skeppsläkare till Sydney men började snart ägna sig åt geografisk forskning. 1796 avseglade han från Port Jackson för att utforska kusten av Nya Sydwales söderut. Det starka vågsvall som mötte honom från sydväst efter att ha passerat Cape Howe fick honom att anta förekomsten av ett sund på ungefär 40° sydlig breddgrad. Följande år upptog Bass tillsammans med Matthew Flinders utforskandet av Tasmaniens kust och upptäckte 1798 inte bara Bass sund utan kringseglade även Tasmanien och upptäckte att det var en ö. Bass återvände 1801 till Storbritannien men lämnade 1801 åter landet för att ägna sig åt handel i Söderhavet. Hans senare öden är inte kända, troligen dog han i Sydamerika.